# فيرجيل ر. ميلر
فيرجيل ر. ميلر (بالإنجليزية: Virgil R. Miller)‏ هو عسكري أمريكي، ولد في 11 نوفمبر 1900 في سان جرمان في الولايات المتحدة، وتوفي في 5 أغسطس 1968 في آن آربر في الولايات المتحدة.